# Хенвајлер
Хенвајлер (њем. Hennweiler) општина је у њемачкој савезној држави Рајна-Палатинат. Једно је од 119 општинских средишта округа Бад Кројцнах. Према процјени из 2010. у општини је живјело 1.306 становника. Посједује регионалну шифру (AGS) 7133043.

## Географски и демографски подаци
Хенвајлер се налази у савезној држави Рајна-Палатинат у округу Бад Кројцнах. Општина се налази на надморској висини од 370 метара. Површина општине износи 14,1 km². У самом мјесту је, према процјени из 2010. године, живјело 1.306 становника. Просјечна густина становништва износи 93 становника/km².